# ارين نوريس
ارين نوريس هو لاعب هوكي الجليد كندي، ولد في 19 سبتمبر 1974 في سانت جونز في كندا.

## وصلات خارجية
- ارين نوريس على موقع دوري الهوكي الوطني (الإنجليزية)
- ارين نوريس على موقع EliteProspects.com (الإنجليزية)
- ارين نوريس على موقع Eurohockey.com (الإنجليزية)
- ارين نوريس على موقع HockeyDB.com (الإنجليزية)